# ASA
El Foro de Cooperación América del Sur-África (ASA) es un foro birregional de cooperación política entre las naciones de ambas regiones, conformado por 55 países de África y 12 de Sudamérica, la mayoría miembros de la Unión Africana (UA) y de la Unión de Naciones Suramericanas (UNASUR), buscando el estrechamiento de lazos de hermandad de los pueblos y la cooperación sur-sur para el desarrollo, a través de la conformación de un mundo multilateral y con el respeto de la autonomía político-territorial.
En el año 2004 comenzaron las conversaciones entre los representantes de Brasil y de Nigeria, específicamente con un encuentro entre los entonces presidentes Olusegun Obasanjo y Luiz Inácio Lula da Silva, de Nigeria y Brasil respectivamente.
En mayo de 2005 se realiza en Brasil la Cumbre América del Sur-Países Árabes. Posterior a esta Cumbre y tras diversas reuniones, se decidió montar la Cumbre ASA, y es entonces cuando comienzan las reuniones preparatorias de altos funcionarios en el 2006 y se concreta la idea de la Cumbre ASA.

## Miembros
La ASA está compuesta por todos los Estados miembros de la UA (Unión Africana) y por los de la UNASUR (Unión de Naciones Suramericanas).
- Por la UNASUR:

-  Bolivia
-  Guyana
-  Perú (autosuspendido desde 2019)
-  Surinam
-  Venezuela

- Por la Unión Africana:

-  Angola
-  Argelia
-  Benín
-  Botsuana
-  Burkina Faso
-  Burundi
-  Cabo Verde
-  Camerún
-  República Centroafricana
-  Chad
-  Comoras
-  República del Congo
-  República Democrática del Congo
-  Costa de Marfil
-  Egipto
-  Eritrea
-  Etiopía
-  Gabón
-  Gambia
-  Ghana
-  Guinea
-  Guinea-Bisáu
-  Guinea Ecuatorial
-  Kenia
-  Lesoto
-  Liberia
-  Libia
-  Madagascar
-  Malaui
-  Mali
-  Mauricio
-  Mauritania
-  Marruecos (desde 2016)
-  Mozambique
-  Namibia
-  Níger
-  Nigeria
-  Ruanda
-  República Árabe Saharaui Democrática
-  Senegal
-  Sudáfrica
-  Seychelles
-  Sierra Leona
-  Somalia
-  Suazilandia
-  Sudán (suspendido)
-  Sudán del Sur
-  Tanzania
-  Togo
-  Túnez
-  Uganda
-  Yibuti
-  Zambia
-  Zimbabue

## Cumbres
Cada país sede es elegido una vez por turno, por lo general en este caso es un país de África por ejemplo Nigeria y luego por deducción la próxima cumbre será en América del Sur, este caso Venezuela y así sucesivamente. La cumbre de 2013 se realizó en Guinea Ecuatorial (África); por consiguiente, la otra se realizará en Ecuador (América del Sur), en el año 2017.
- Noviembre de 2006: Abuya  Nigeria
- Septiembre de 2009: Isla de Margarita  Venezuela
- Febrero de 2013: Malabo  Guinea Ecuatorial
- 2017: Quito  Ecuador (no se realizó)

### I Cumbre ASA
En noviembre de 2006, en la ciudad de Abuya, Nigeria, se celebró la I Cumbre América del Sur-África (ASA), a la que asistieron unos 17 países africanos a nivel de Jefes de Estado y 4 suramericanos (Brasil, Ecuador, Surinam y Paraguay). Venezuela estuvo representada por su canciller que en aquel momento era Nicolás Maduro.
En esa I Cumbre se aprueban la Declaración de Abuya y el Plan de Acción de Abuya, que establecieron los lineamientos básicos para el avance en una más amplia cooperación birregional. De acuerdo con el contenido de la Declaración de Abuya, las sesiones de la Cumbre se realizarían cada dos años en África y América del Sur, de forma alterna. Por decisión unánime de los países suramericanos y africanos presentes en Abuya, la República Bolivariana de Venezuela fue elegida como sede de la II Cumbre ASA, que se celebró en septiembre de 2009.
En dicha Cumbre, se tomó en cuenta las propuestas de Venezuela de conformar una comisión energética América del Sur-África, un banco africano-suramericano, una red de universidades y la propuesta de vincular a América del Sur y a África a través de las comunicaciones. En ese entonces, los países miembros de ASA se comprometieron a explorar oportunidades de cooperación en las áreas de comercio, agricultura, energía, tecnología, recursos hídricos y turismo, entre otras; y, a la vez, impulsar y activar todos los acuerdos bilaterales existentes entre sus países, particularmente en los ámbitos del comercio, servicios aéreos y agricultura. Adquirieron, además, el compromiso de crear instituciones y mecanismos apropiados para llevar a la práctica este foro de cooperación.
Asimismo, acordaron desarrollar estrategias y medidas para traducir los objetivos en beneficios económicos, políticos y sociales concretos, intensificar la cooperación y las consultas en todos los niveles; así como explotar las inmensas oportunidades existentes en los dos continentes con el fin de favorecer a las poblaciones de ambas regiones, estimada en 1 300 000 000 de habitantes.

### II Cumbre ASA
La II Cumbre América del Sur-África (ASA) se llevó a cabo durante los días 22 y 27 de septiembre de 2009, en la isla de Margarita, estado Nueva Esparta, Venezuela. En dicha cita se reunieron los representantes de 61 países de los 63 que conforman el bloque de integración América del Sur-África (ASA).
Tal Cumbre tenía entre sus objetivos la concreción de políticas conjuntas en materia de finanzas, energía, agricultura, salud, educación, ciencia y tecnología, turismo, entre otros. Esta II Cumbre ASA se ha convertido en un verdadero foro birregional de cooperación política entre ambas regiones, con miras al progreso y al desarrollo de los pueblos, ayudándoles a construir marcos jurídicos propicios que les permitan administrar y hacer uso de sus propios recursos naturales, sin la explotación imperialista y capitalista que tradicionalmente los ha subyugado.
Previo a la II Cumbre, se conformaron grupos de trabajo birregionales que se reunieron en Venezuela, Etiopía, Libia, Marruecos y en Brasil. Dichas reuniones se centraron en varios temas, con el fin de adelantar el Plan de Implementación de Nueva Esparta antes del inicio de la Cumbre: a) agricultura y ambiente (incluyendo seguridad alimentaria y recursos hídricos); b) educación y asuntos culturales; c) fortalecimiento institucional, gobernabilidad y administración pública; d) asuntos de paz y seguridad y temas relacionados; e) asuntos sociales y deportes (incluyendo salud, género, y asuntos de la juventud); f) ciencia y tecnologías de información y de comunicación; g) comercio, inversión y turismo; y, por último, h) infraestructura, transporte y energía (incluyendo minería).
También se aprobó en pleno la Declaración de Nueva Esparta por los presidentes y jefes de Estado, o por sus delegados, presentes en la Cumbre de la isla de Margarita. Asimismo, en la II Cumbre ASA se concretaron los mecanismos e instrumentos necesarios iniciales para arrancar con los convenios y ayudas entre los países que conforman este foro de cooperación. Asimismo, se conformó la Secretaría Permanente de ASA y la Mesa Presidencial Estratégica.

### III Cumbre ASA
La III Cumbre ASA se realizó entre 20-23 de febrero de 2013 en la ciudad de Malabo, Guinea Ecuatorial con la participación de 20 jefes de Estado incluyendo la presidenta brasileña, Dilma Rousseff, y su homólogo boliviano, Evo Morales. En ella, los 54 países africanos se manifestaron, en la Declaración de Malabo, a favor de la soberanía argentina de las Islas Malvinas.

### IV Cumbre ASA
La IV CUMBRE del ASA se realizará en la Ciudad de Quito, capital de la República del Ecuador en 2017 donde se espera el acercamiento de la República Árabe Saharaui Democrática hacia Sudamérica y reafianzar sus relaciones con los gobiernos africanos.

## Declaración de Nueva Esparta
Durante la II Cumbre América del Sur-África, se aprobó en pleno la Declaración de Nueva Esparta, cuyo nombre es en honor al estado peninsular llamado Nueva Esparta, en el oriente de Venezuela, que alberga la isla de Margarita, sede de la II Cumbre.
La Declaración de Nueva Esparta retoma el compromiso estipulado en la Declaración de Abuya (I Cumbre, 2006) de continuar fortaleciendo los vínculos existentes entre las dos regiones y de fomentar y aumentar la cooperación en diversas áreas de mutuo interés y con miras a fomentar la cooperación Sur-Sur como principal objetivo de ambas regiones, con el fin de promover, entre otros, un crecimiento económico sostenido y la provisión de trabajos dignos; permitir la justicia social, fomentar políticas de inclusión social; garantizar la igualdad, el respeto y la consideración mutua entre los Estados en el sistema global; promover la cooperación económica y facilitar la distribución de los beneficios derivados del intercambio de bienes y servicios, así como la generación y transferencia de conocimiento técnico.
Asimismo, dicha Declaración reitera la voluntad de las naciones firmantes de promover la paz, la seguridad y la cooperación internacional, basados en la adherencia al multilateralismo, la observancia del Derecho Internacional, el Estado de derecho, la democracia y el respeto a los derechos humanos y al derecho humanitario internacional, entre otros.
Con el fin de desarrollar, consolidar y construir los ejes de cooperación entre las naciones miembros de ASA, se establecieron compromisos entre las Partes en las siguientes áreas:
- En el ámbito multilateral, se renovó el compromiso con el multilateralismo en el marco del respeto irrestricto por las normas y principios del :Derecho Internacional y la Carta de Naciones Unidas; también se reconfirmó el total apoyo a la reforma del Consejo de Seguridad de las Naciones Unidas, para hacer de este un órgano más democrático, transparente, representativo, efectivo y legítimo.
- En la lucha contra el delito y otros asuntos conexos, se reiteró la decisión de fortalecer iniciativas de cooperación para la lucha contra todas las formas de delincuencia transnacional organizada, tales como el tráfico ilícito de armas pequeñas y ligeras y municiones, la lucha contra el tráfico de personas, de drogas, la proliferación de armas nucleares y otras armas de destrucción masiva.
- En materia de paz y seguridad, se ratificó el compromiso de mantener la paz y la seguridad internacionales, así como la resolución pacífica de disputas, el cumplimiento del principio contra la amenaza o el uso de la fuerza en las relaciones internacionales, y el apoyo a los procesos de paz en África. También se condenó la producción y el uso de minas antipersonales, así como el rechazo al terrorismo en todas sus formas y manifestaciones.
- Sobre democracia, gobernabilidad, derechos humanos y asuntos políticos, las Partes reiteraron que los derechos humanos son universales, indivisibles e interdependientes, y que la comunidad internacional debe abocarse a su completa defensa. De igual forma, se condenó el racismo, la discriminación racial, la xenofobia y las formas relacionadas de intolerancia También se promueve el respeto por la diversidad cultural, étnica, religiosa y lingüística. Igualmente, se promocionará la transferencia y diseminación de tecnología y el acceso al conocimiento y a la educación.
- Con relación a la agricultura, agronegocios, desarrollo rural y recursos hídricos, se incita a las Partes a la articulación de políticas para el logro de la seguridad alimentaria, incluyendo el acceso a los alimentos, a la vez que se reconoce la importancia del agua como recurso natural de los Estados y como elemento esencial e insustituible para la vida.
- En materia de economía, comercio, inversión y turismo, se reconocieron los principios de complementariedad, cooperación y solidaridad que contribuyen al desarrollo social y económico, así como al comercio transparente, no discriminatorio, justo e inclusivo, en concordancia con las reglas del comercio multilateral. Se propone la promoción del turismo entre las regiones como factor de integración, basado en el desarrollo comunitario y el respeto por el patrimonio cultural y por las costumbres y tradiciones. Finalmente, se afirmó que la crisis financiera y económica actual es estructural, por lo cual se fomentarán los cambios necesarios para permitir el establecimiento de una nueva arquitectura financiera internacional.
- En cuanto a la lucha contra la pobreza y el hambre, las naciones firmantes se proponen intensificar los esfuerzos para erradicar la pobreza y el hambre, tanto en las áreas rurales como urbanas, con atención especial a las poblaciones más vulnerables, por medio del abordaje de las causas de origen que las generan.
- En relación con el desarrollo de infraestructura, las Partes se comprometen a identificar iniciativas conjuntas para el financiamiento y desarrollo de proyectos.
- En asuntos de energía y minerales sólidos, se acordó aumentar la cooperación energética y consolidar los esfuerzos para el intercambio de experiencias en lo referente al desarrollo y uso universal de fuentes de energía y ahorro de energía por parte de los gobiernos y los pueblos de ambas regiones, en particular, fuentes de energía limpias, renovables y alternativas.
- Sobre los asuntos sociales y de deportes, se acordó implementar políticas activas orientadas a generar empleo decente y a implementar las convenciones fundamentales de la OIT; a aumentar los esfuerzos para abordar y fortalecer las áreas de cooperación e integración en el campo de la salud, mejorar las condiciones de acceso al agua potable, a combatir la transmisión del VIH/sida y las ETS y sus impactos en la población, así como de otras enfermedades relacionadas con la pobreza. En cuanto al deporte, se reafirmó el compromiso de fomentar las competencias deportivas entre América del Sur y África.
- En materia de ciencia, tecnología y tecnologías de la información y la comunicación (tic), se aunarán los esfuerzos para emprender iniciativas de cooperación e intercambio de experiencias orientadas a la construcción de las capacidades científicas, tecnológicas e institucionales de los sistemas nacionales de CTI (ciencia, tecnología e innovación) y a la formulación e implementación de políticas para el desarrollo sustentable y el progreso social de ambas regiones, así como el fomento del uso de tecnologías de la información y la comunicación (TIC).
- En asuntos educativos y culturales, se consideró la creación de proyectos conjuntos de investigación en áreas estratégicas y prioritarias para ambas regiones a través de programas de intercambio de estudiantes, investigadores y profesores, así como fomentar la creación de redes de docentes, investigadores y estudiantes entre instituciones académicas.
- En materia de ambiente, se destacó la necesidad de abordar el asunto del cambio climático en el contexto de la Convención Marco de las :Naciones Unidas sobre Cambio Climático (CMNUCC) y el Protocolo de Kioto. De igual modo, se reafirmó la necesidad de un compromiso político firme de los países desarrollados, de acuerdo con su responsabilidad histórica, a adoptar y cumplir con sus compromisos de reducción de emisiones. Igualmente, se brinda apoyo al proyecto de la Gran Muralla Verde de África, con miras a frenar el avance del desierto en la zona saharo-saheliana.